# 拉诺 (上科西嘉省)
拉诺（法語：Lano，法語發音：[lano]）是法国上科西嘉省的一个市镇，属于科尔泰区。

## 地理
拉诺（42°22'58"N, 9°14'51"E）面积8.15 平方千米，位于法国上科西嘉省，该省份位于科西嘉北部，后者为地中海西部的一座岛屿，也是法国的一个单一领土集体，位于法国大陆部分的东南面，意大利半島的西面，最临近的地块是撒丁岛。
与拉诺接壤的市镇（或旧市镇、城区）包括：埃罗讷、奥梅萨。

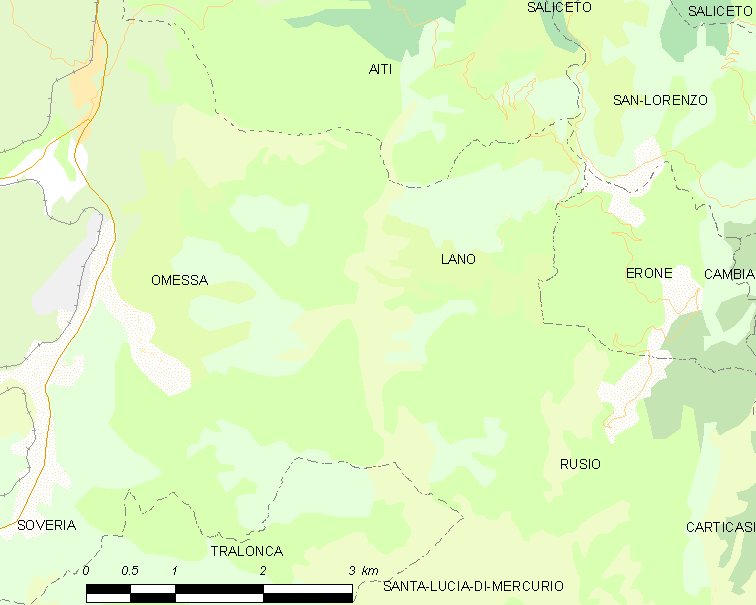
的OSM定位图

拉诺的时区为UTC+01:00、UTC+02:00（夏令时）。

## 行政
拉诺的邮政编码为20244，INSEE市镇编码为2B137。

## 政治
拉诺所属的省级选区为戈洛-莫罗萨利亚县。

## 人口

1962-2008年间人口变化图示

拉诺于2022年1月1日时的人口数量为21人。